# Polyptychus baxteri
Polyptychus baxteri är en fjärilsart som beskrevs av Rothschild och Jordan 1908. Polyptychus baxteri ingår i släktet Polyptychus och familjen svärmare. Inga underarter finns listade i Catalogue of Life.